# Tetanorhynchus bihastatus
Tetanorhynchus bihastatus är en insektsart som beskrevs av Rehn, J.A.G. 1904. Tetanorhynchus bihastatus ingår i släktet Tetanorhynchus och familjen Proscopiidae. Inga underarter finns listade i Catalogue of Life.